# Horst Tobias Witt
Horst Tobias Witt (* 1. März 1922 in Bremen; † 14. Mai 2007 in Berlin) war ein deutscher Physiker. Er war maßgeblich an der Erforschung der Photosynthese beteiligt. Ihm gelang 1993 – gemeinsam mit seiner Frau Ingrid – weltweit erstmals eine präzise kristalline Darstellung des Photosystem I. 2001 arbeitete er an der kristallinen Darstellung des Photosystem II mit und trug so maßgeblich auch zum Verständnis von dessen Arbeitsweise bei.

## Leben
Nach seinem Wehrdienst als Jagdflieger studierte er von 1945 bis 1950 Physik an der Göttinger Georg-August-Universität. Witt wurde mit einer Arbeit zur Festkörperphysik bei Robert Wichard Pohl promoviert. 1950 wurde er wissenschaftlicher Assistent bei Karl Friedrich Bonhoeffer im damaligen Max-Planck-Institut für physikalische Chemie, dem heutigen Max-Planck-Institut für biophysikalische Chemie. 1962 erhielt er einen Ruf als Ordinarius für Physikalische Chemie an das Max-Volmer-Institut der Technischen Universität Berlin.
Nationale und internationale Ehrungen und Preise dokumentieren die hohe internationale Anerkennung. 2001 erhielt er die Ehrendoktorwürde der Georg-August-Universität Göttingen für seine wissenschaftliche Arbeiten über die Photosynthese. 2006 wurde er für seine Forschungsleistungen über Protein-Kofaktor-Wechselwirkungen in biologischen Prozessen (Sonderforschungsbereich 498) mit dem Verdienstkreuzes 1. Klasse des Verdienstordens der Bundesrepublik Deutschland geehrt.
Er war seit 1970 Mitglied der Deutschen Akademie der Naturforscher Leopoldina Halle, außerordentliches Mitglied der Berlin-Brandenburgischen Akademie der Wissenschaften sowie korrespondierendes Mitglied der Akademie der Wissenschaften zu Göttingen und der Österreichischen Akademie der Wissenschaften. Im Jahr 1990 erhielt er die Otto-Warburg-Medaille.